# 盧昌基
51°32′40″N 28°27′46″E / 51.54444°N 28.46278°E
盧昌基（烏克蘭語：Лучанки），是烏克蘭北部的村莊，隸屬日托米爾州的科羅斯滕區。該村始建於1768年，面積3.77平方公里，海拔高度154米，2001年人口545，人口密度每平方公里144.64人。